# Ute Bock
 (janvier 2018).
Pour les articles homonymes, voir Bock (homonymie).
Ute Bock, née le 27 juin 1942 à Linz et morte le 19 janvier 2018 à Vienne, est une éducatrice autrichienne  pour enfants. 

## Biographie

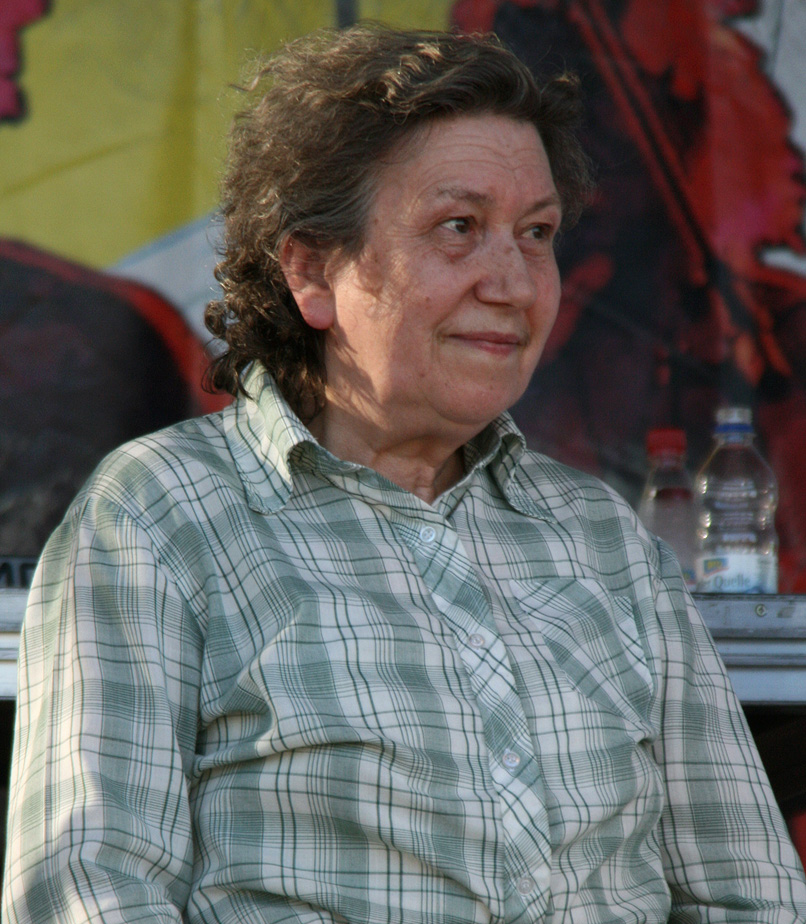
Ute Bock aux Journées Africaines à Vienne en 2008.

Ute Bock est connue pour ses projets philanthropiques d'aide aux réfugiés.
Lorsqu'elle a pris sa retraite en 2002, Ute Bock a mis en place un foyer d'accueil pour les sans-abri et les demandeurs d'asile à Vienne. Elle a reçu beaucoup de soutien pour ses actions et sa notoriété fut utilisée pour organiser des évènements culturels tels que le Bock auf Bier, un festival de la bière où 10 % des recettes étaient reversés à son foyer d'accueil.
Le constructeur immobilier Hans Peter Haselsteiner (de) lui fit don d'un immeuble - le Ute Bock Haus - dans le 10e arrondissement de Vienne, Favoriten, où elle peut loger jusqu'à 80 familles dans le besoin.
Elle a reçu de nombreux prix pour ses œuvres philanthropiques, notamment la Croix du Mérite, mais s'est toujours déclarée plus intéressée par des actions qui aident directement les réfugiés plus que par des prix. Jouant sur son nom, elle se créa la réputation d'être bockig (en français « têtue comme un bouc »).